# James Madhavan
Pour les articles homonymes, voir Madhavan.
James Madhavan, né vers 1915 et mort le 20 décembre 1973, est un syndicaliste et homme politique fidjien.

## Biographie
D'abord enseignant en école primaire, il est membre du Syndicat des enseignants des Fidji, dont il devient le président dans les années 1950. Il devient par la suite imprimeur de profession.
Il est élu au Conseil législatif des Fidji, qui sont alors une colonie britannique, à l'occasion d'une élection partielle en 1946, et en 1950 il est nommé membre du Conseil exécutif par le gouverneur Sir Brian Freeston. Aux élections de 1956, c'est avec l'appui du Maha Sang (de), important syndicat de fermiers indo-fidjiens sur l'île de Vanua Levu, qu'il conserve son siège au Conseil législatif, mais il le perd aux élections de 1959. Il le retrouve par une élection partielle en 1961, comme candidat de la Fédération citoyenne (en) issue du mouvement syndical rural indo-fidjien. Il participe en 1964 à la transformation de ce mouvement en un parti politique, le Parti de la fédération, aux côtés notamment d'A.D. Patel et de Sidiq Koya,,.
En 1964, il est à nouveau nommé membre du Conseil exécutif, comme représentant indo-fidjien tandis que Ratu Penaia Ganilau y est nommé comme représentant fidjien autochtone et Ronald Kermode comme représentant euro-fidjien. En 1965 il est élu vice-président du Parti de la fédération, dirigé par A.D. Patel. Réélu au Conseil législatif aux élections de 1966, il est élu vice-président du Conseil par ses pairs, la présidence revenant à Ronald Kermode. Les Fidji obtiennent leur indépendance en 1970, et James Madhavan est élu élu député de la circonscription ethnique indo-fidjienne de Savusavu/Macuata-est à la nouvelle Chambre des représentants aux élections de 1972. Il meurt subitement l'année suivante, à l'âge de 58 ans. La rue James Madhavan à Labasa est nommée à sa mémoire.